# Pont grégorien
Le pont grégorien, en italien ponte gregoriano, est un pont situé à Tivoli qui traverse la rivière Aniene, dans le Latium en Italie. Décidé par le pape Grégoire XVI, dont il prend le nom, il est achevé en 1835.

## Historique
Ce pont est la conséquence des nombreuses crues destructrices de l'Aniene que la ville a connues tout au long de son existence et plus particulièrement au début du XIXe siècle. Ainsi en 1826, les eaux de la rivière firent d'importants dommages dans la ville et le pape Grégoire XVI décide en 1832 de la canalisation de la rivière en confiant à l'architecte Clemente Folchi la construction du canal Traforo Gregoriano sous le Mont Catillo permettant de dévier les eaux tombant en chutes violentes aux pieds de la ville et la réalisation de la villa Gregoriana construite à la même époque et accueillant les nouvelles cascades. L'Aniene sera enjambée par un nouvel ouvrage dont l'édification a commencé en 1834. Après un peu moins de deux années de travaux, le pont grégorien est inauguré le 24 mai 1835 par le pape Grégoire XVI.
En mai 1944, lors du retrait des troupes allemandes de la ville, le pont est dynamité afin de couper l'accès à l'autre rive de la rivière et la progression des troupes alliés du général Juin. Il sera reconstruit très rapidement la même année. Longtemps interrompues, les eaux de l'Aniene ont été partiellement restaurées ces dernières années.